# Линман, Андре
Андре Иммануэль Линман (фин. и швед. André Immanuel Linman, родился 28 февраля 1992 в Ваасе) — финский рок-музыкант шведского происхождения, вокалист, гитарист и фронтмен группы Sturm und Drang и One Desire.

## Биография
Сын Патрика Линмана, музыканта и поэта, известного по работе с участниками финского отбора на Конкурс песни Евровидение. Сам выучился играть на гитаре, выступал в детстве в школьном квартете. После того, как Андре посетил концерт группы Judas Priest, ему пришла в голову идея о создании группы Sturm und Drang, которая выступает с 2004 года. Именно тогда он и начал петь (до этого он не занимался вокалом). Обычно играет на гитарах ESP.
Помимо Judas Priest, на творчество Линмана повлияли такие группы, как Sonata Arctica, Iron Maiden и многие другие, а также непосредственно выступления Гленна Типтона и Ронни Джеймса Дио.

## Дискография
- Learning To Rock (2007)
- Rock 'n Roll Children (2009)
- Graduation Day (2012)